# Al-Habib Omar bin Mohammed bin Salim bin Hafiz

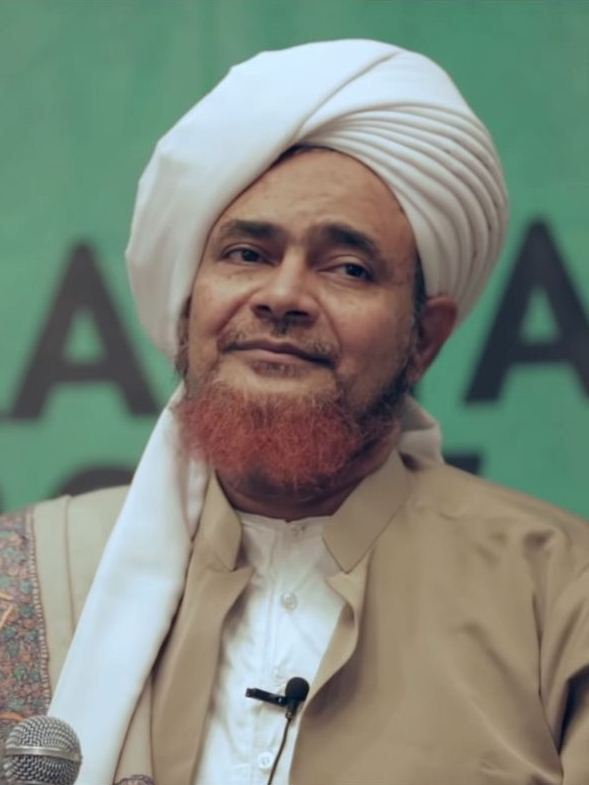
Habib Umar 2018

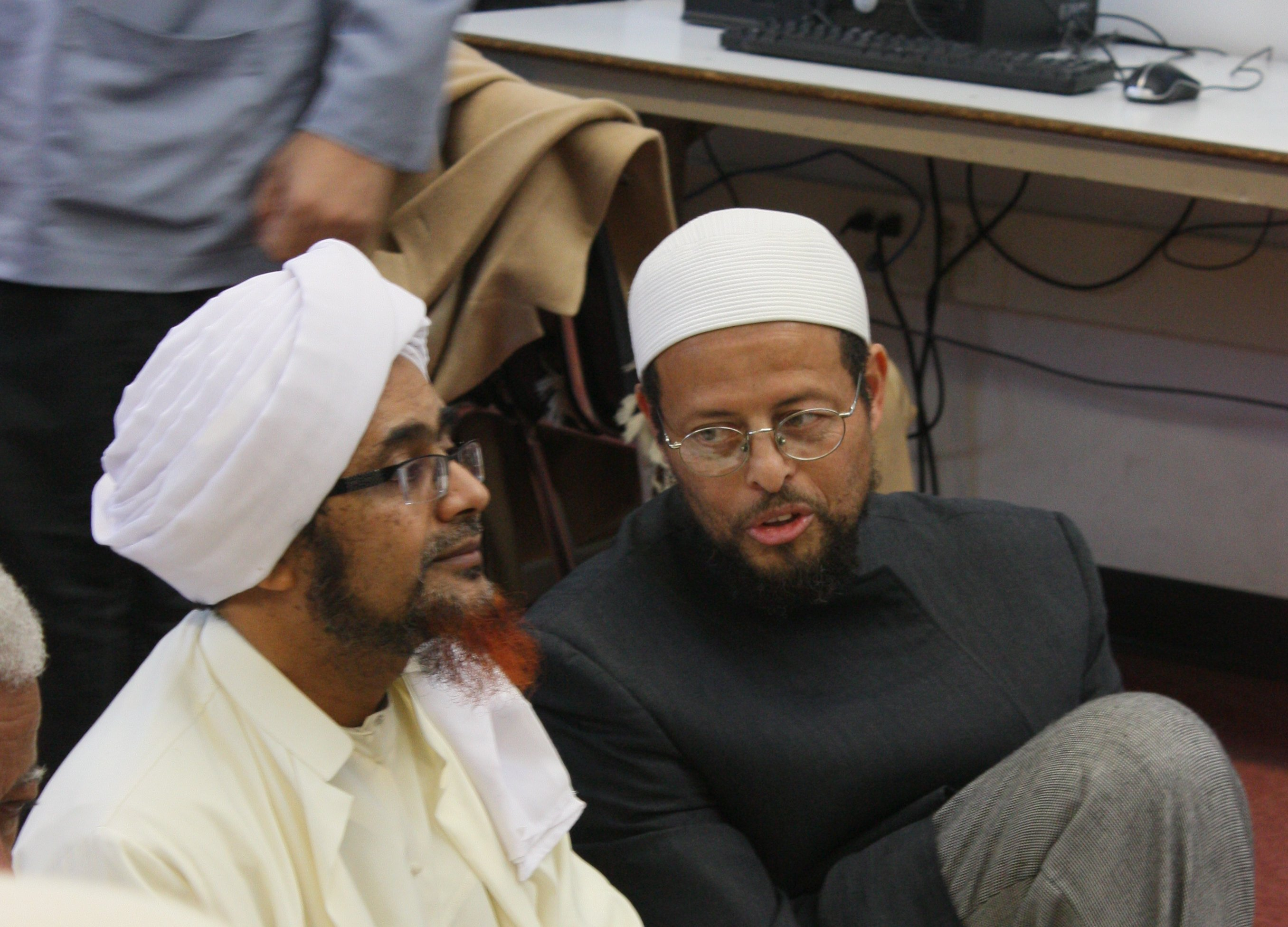
Habib Umar bin Hafiz (links) und Zaid Shakir

al-Habib Omar bin Mohammed bin Salim bin Hafiz (* 27. Mai 1963 in Tarim, Hadramaut, Jemen), kurz: al-Habib Umar bin Hafiz (arabisch الحبيب عمر بن حفيظ, DMG al-Ḥabīb ʿUmar b. Ḥafīẓ) ist der Gründer und Dekan des Dar al-Mustafa für Islamische Studien in Tarim (دار المصطفى بتريم للدراسات الإسلامية), Jemen.
Er war einer der 138 Unterzeichner des offenen Briefes Ein gemeinsames Wort zwischen Uns und Euch (engl. A Common Word Between Us & You), den Persönlichkeiten des Islam an „Führer christlicher Kirchen überall“ (engl. "Leaders of Christian Churches, everywhere …") sandten (13. Oktober 2007).
2009 wurde er in der Liste der 500 einflussreichsten Muslime des Prinz-al-Walid-bin-Talal-Zentrums für muslimisch-christliche Verständigung der Georgetown University und des Royal Islamic Strategic Studies Centre von Jordanien aufgeführt.